# Artafernes
Artafernes (również Artafrenes) – brat króla Persji Dariusza I Wielkiego i satrapa Sardes.
W roku 499 p.n.e. – w pierwszym roku powstania jońskiego – zdołał odeprzeć atak Jonów (choć nie zapobiegł spaleniu miasta).